# Paciornica lucernianka
Paciornica lucernianka (Contarinia medicaginis) – gatunek owada z rodziny pryszczarkowatych, rzędu muchówek. Występuje w Europie. Szkodnik lucerny, spotykany na przełomie czerwca i lipca.

## Wygląd
Owad o długości 2 mm, odwłok barwy żółtej, kształtem przypomina komara.

## Rozród
Samice składają jaja do pączków kwiatowych lucerny. Po kilku dniach powstają larwy, które wysysają z pączków soki i powodują ich usychanie. Po 2 tygodniach larwy wydostają się z pączków na ziemię i przepoczwarczają się.
Larwy spędzają zimę w kokonach, kilka centymetrów pod powierzchnią ziemi.
Wiosną po przepoczwarczeniu wychodzą na powierzchnię.